# Fedora (film 1918)
Fedora è un film muto del 1918 diretto da Edward José. Il soggetto è tratto dal dramma di Victorien Sardou ma, al contrario del lavoro teatrale, nel finale Fedora non muore ma viene salvata da Loris.

## Trama
La bellissima principessa russa Fedora, quando il suo fidanzato, il conte Vladimir Androvitch, viene ucciso in duello da Loris Ipanoff, promette di vendicarne la morte. Quello che Fedora non sa, sono i veri motivi del duello, legati al fatto che Ipanoff aveva sorpreso Androvitch nelle stanze di sua moglie. Convinta, invece, che Androvitch sia stato ucciso per ragioni politiche, Fedora segue Ipanoff fino a Parigi dove riesce ad estorcergli una confessione.
Le informazioni che la donna fornisce al generale di polizia Zariskene, portano per errore all'arresto del fratello di Ipanoff e alla sua morte. La notizia della morte del figlio provoca un colpo alla madre del giovane, che rimane uccisa. Benché si sia innamorato di Fedora, Loris Ipanoff cerca di strangolarla. Ma non giunge a tanto perché viene fermato da un colpo battuto alla porta: è un visitatore che lo informa che Fedora non conosceva le circostanze che avevano portato al duello. Loris corre appena in tempo per salvare Fedora che, in preda al rimorso, sta per togliersi la vita.

## Produzione
Il film fu prodotto dalla Famous Players-Lasky Corporation.

## Distribuzione
Distribuito dalla Paramount Pictures (come Famous Players-Lasky Corporation), il film - presentato da Adolph Zukor - uscì nelle sale cinematografiche statunitensi il 4 agosto 1918.
Attualmente, la pellicola viene considerata perduta.